# Medeama Sporting Club
Maillots
Actualités
Medeama SC est un club ghanéen de football, basé à Tarkwa, à l'ouest du pays.

## Palmarès
- Championnat du Ghana (1)
  - Champion : 2022-23
- Coupe du Ghana (2)
  - Vainqueur : 2013, 2015
- Supercoupe du Ghana (2)
  - Vainqueur : 2016, 2023
  - Finaliste : 2013